# Clive (Neuseeland)
Clive ist ein kleiner Ort in der Region Hawke’s Bay auf der Nordinsel von Neuseeland.

## Namensherkunft
Der Ort wurde nach dem britischen General und Politiker Robert Clive, 1. Baron Clive benannt, war aber ab 1850 auch unter dem Māori-Namen Waipūreku bekannt.

## Geographie
Clive liegt 10 km südlich von Napier und 8 km nordöstlich von Hastings direkt am Clive River und knapp 2 km südwestlich des Mündungsgebiets des Ngaruroro River in den Pazifischen Ozean.
Zum Zensus im Jahr 2013 zählte der Ort 1764 Einwohner und damit 11,6 % mehr als zur Volkszählung des Jahres 2006.

## Wirtschaft
Der ländliche Ort ist wirtschaftlich von der Farmwirtschaft, vom Obst- und Gartenbau und von der Schafzucht geprägt.

## Sport
Clive ist Heimat des Ruderclubs Hawke's Bay Rowing Club, der auf dem Clive River trainiert. Die seit 1985 stattfindende Ruderregatta von Hawke's Bay findet jeweils am ersten Wochenende des Jahres statt und ist die älteste Regatta Neuseelands.

## Freizeitangebot
Der „Farndorn Park“ bietet unter anderem Sportstätten, ein Schwimmbad und einen kleinen Zoo.